# Melanargia reducta
Melanargia reducta är en fjärilsart som beskrevs av Charles Oberthür 1915. Melanargia reducta ingår i släktet Melanargia och familjen praktfjärilar. Inga underarter finns listade i Catalogue of Life.